# Diocesi di Ploaghe

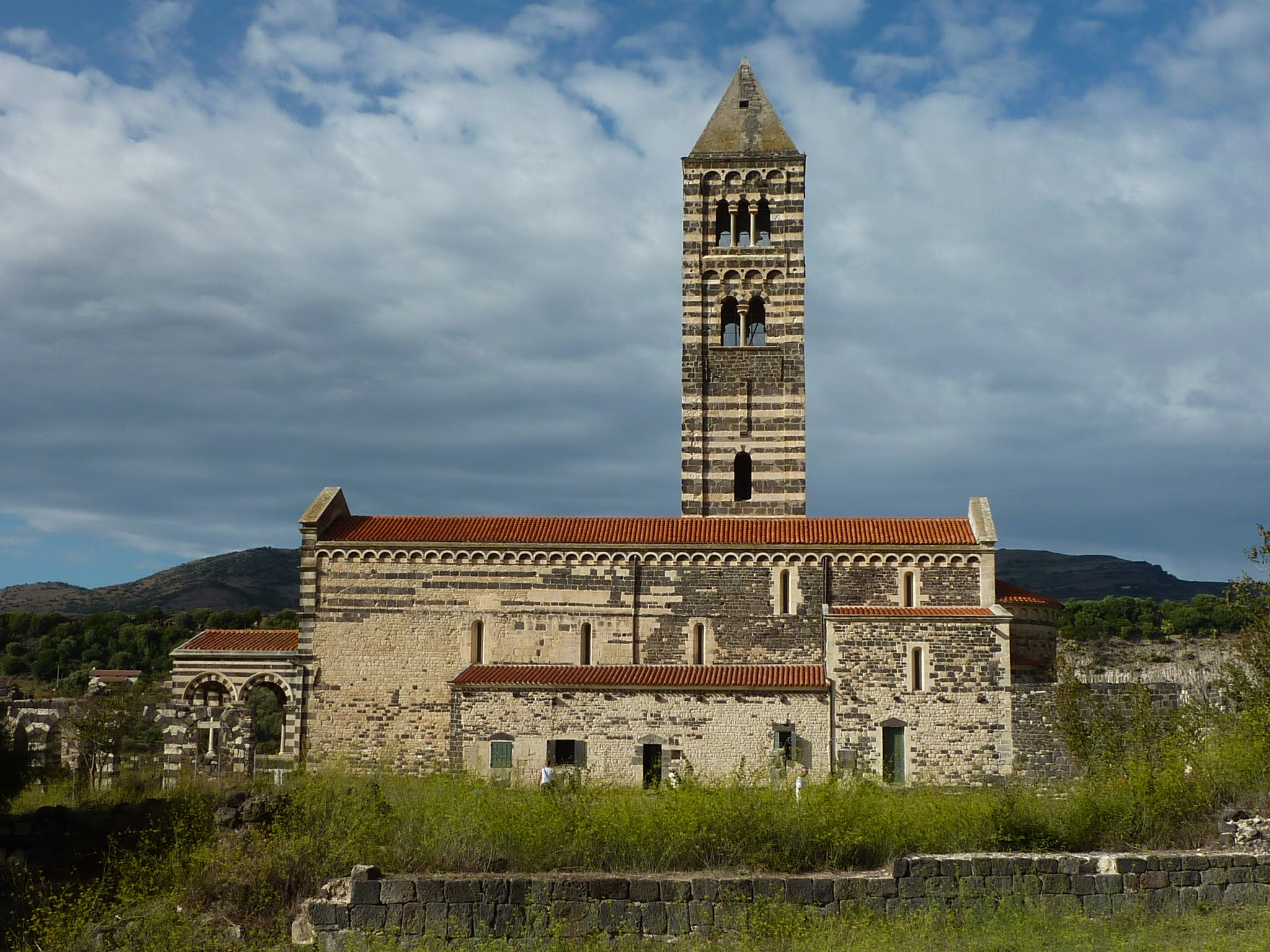
Veduta laterale della basilica della Santissima Trinità di Saccargia nel comune di Codrongianos.

Mappa delle diocesi e delle province ecclesiastiche sarde in epoca medievale.

La diocesi di Ploaghe (in latino Dioecesis Plovacensis) è una sede soppressa e sede titolare della Chiesa cattolica.

## Territorio
La diocesi estendeva la sua giurisdizione in Sardegna, sulle parrocchie dei villaggi di Bedas, Cargeghe, Codrongianos, Encontra (Contra), Florinas, Ilvossa, Muros, Briave, Muscianu, Noraja, Ostana, Ploaghe, Putifigari, Saccargia, Salvennor, Seve, Urgeghe e Baiolis, tutti compresi nel giudicato di Torres.
Sede vescovile era la città di Ploaghe, dove fungeva da cattedrale la chiesa di San Pietro.
Al momento della soppressione la diocesi contava all'incirca quindici parrocchie.

## Storia
La diocesi di Ploaghe fu eretta durante il pontificato di papa Alessandro II (1061-1073), in concomitanza con la generale riorganizzazione ecclesiastica della Sardegna, ed entrò a far parte dalla provincia ecclesiastica dell'arcidiocesi di Torres. Primo vescovo conosciuto è Giorgio Maiule, documentato in un anno incerto tra il 1063 e il 1082.
In diocesi esistevano due importanti monasteri. Nell'odierno territorio del comune di Codrongianos sorgeva l'abbazia di Saccargia, fondata dai camaldolesi, a cui il metropolita Azzone di Torres concedeva importanti privilegi il 16 dicembre 1112; alla cerimonia prese parte anche il vescovo di Ploaghe, Pietro. I vallombrosani fondarono invece l'abbazia di San Michele, nel territorio di Salvennor, non lontano dalle chiese di Sant'Antimo e di Sant'Antonio.
La sede fu soppressa con bolla Aequum reputamus di papa Giulio II dell'8 dicembre 1503, ed il suo territorio incorporato in quello dell'arcidiocesi di Sassari. L'unione ebbe effetto solo alla morte dell'ultimo vescovo, Giovanni Cardona nel 1526, e fu confermata da una bolla di papa Clemente VII del 31 luglio 1533.
Dal 1968 Ploaghe è annoverata tra le sedi vescovili titolari della Chiesa cattolica; dal 27 novembre 2020 il vescovo titolare è Manuel González Villaseñor, vescovo ausiliare di Guadalajara.

## Cronotassi

### Vescovi
La seguente cronotassi, tranne alcuni casi segnalati in nota, è basata su quella edita da R. Turtas nel 1999. La stessa cronotassi è riportata nel volume 7 dell'Enciclopedia della Sardegna (2007).
- Giorgio Maiule † (anno incerto tra il 1063 e il 1082)
- Franco † (anno incerto tra il 1073 e il 1082)[3]
- Pietro † (menzionato nel 1112)[4]
- Costantino Berrica † (prima del 1125 - dopo il 3 settembre 1127 nominato arcivescovo di Torres)
- Gualfredo † (menzionato nel 1127)
- Pietro de Cannetu † (? - 1134 nominato arcivescovo di Torres)
- Costantino de Vico ? † (menzionato nel 1136)
- Giovanni † (prima del 1139 - dopo il 1146)
- Costantino di Lella † (menzionato nel 1170)
- Giusto di Salvennor † (dopo il 1170)
- Stefano Scarpa †
- Costantino Zonchello †
- Anonimo  † (? - 1203 deceduto)
- Riceto † (menzionato nel 1215)
- Oberto † (menzionato nel 1247)
- Anonimi  † (vescovi documentati nel 1240, 1244, 1247, 1248, 1253, 1255)
- Domenico † (menzionato nel 1269)
- Arloto (o Arsotto) † (prima del 1278 - 1289)
- Rainiero † (1290 - dopo il 1309)
- Comita † (? - 1334 deceduto)
- Pietro † (29 giugno 1334 - ?)
- Francesco † (circa 1342 - ? deceduto)
- Raimondo † (25 maggio 1352 - 1361 deceduto)
- Bernardo † (10 dicembre 1361 - 12 gennaio 1368 nominato arcivescovo di Torres)
- Andrea † (5 luglio 1368 - ? deceduto)
- Ugo Terissone, O.P. † (21 giugno 1370 - 8 agosto 1373 nominato vescovo di Castellammare di Stabia)
- Martino di Narni † (5 settembre 1373 - ?)
- Giovanni † (24 maggio 1386 - ?)
- Serafino †
- Pietro † (25 ottobre 1397 - ? deceduto)
- Sante di Ferrara, O.P. † (10 febbraio 1430 - ? deceduto)
- Marco † (25 febbraio 1443 - ?)
- Nicolò Basone † (14 giugno 1447 - ? deceduto)
- Anonimi  † (vescovi documentati nel 1454 e 1459)
- Basilio Gambone † (15 marzo 1476 - ? deceduto)
- Bartolomeo Pathos † (27 agosto 1488 - ?)
- Giovanni Cardona † (13 febbraio 1495 - 1526 deceduto)

### Vescovi titolari
- Dante Battagliarin, S.X. † (20 marzo 1969 - 23 settembre 1976 ritirato)[5]
- John Michael Beahen † (11 maggio 1977 - 14 marzo 1988 deceduto)
- Sebastião Roque Rabelo Mendes † (10 maggio 1989 - 11 marzo 2020 deceduto)
- Manuel González Villaseñor, dal 27 novembre 2020